# Università della Svizzera italiana

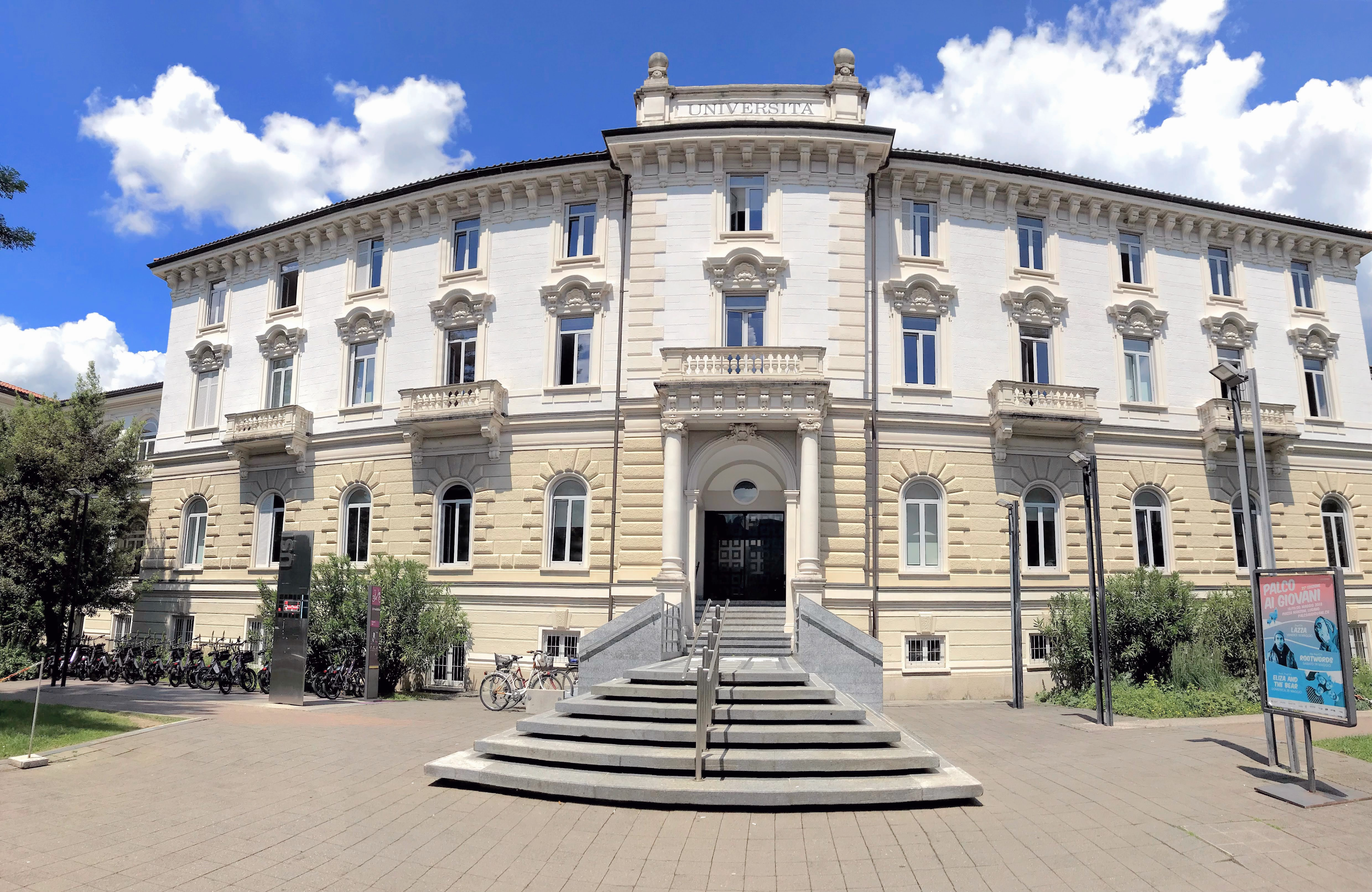
Hoofdgebouw van de universiteit

De Università della Svizzera italiana (afgekort tot USI; Engels: University of Lugano) is een openbare universiteit die is gevestigd in Lugano, in het Italiaanssprekende Zwitserse kanton Ticino. De universiteit werd opgericht in 1996, teneinde Italiaans-Zwitserland, dat zo'n 350.000 inwoners telt, een eigen Italiaanstalige universiteit te geven.
Anno 2011 telt de USI vier faculteiten: architectuur (1996), informatica (2004), economie (2006) en communicatiewetenschap (2006). In 2007 is hier het Institute of Italian Studies aan toegevoegd, en in 2008 het Institute of Computational Science, dat onderzoek doet op het gebied van de computationele wetenschap. In 2006 had de USI 2157 studenten, waarvan 48% afkomstig was uit Zwitserland, 33% uit Italië en 19% uit andere landen.
De universiteit is gevestigd in het centrum van Lugano. De gebouwen zijn opgezet rond een voormalig ziekenhuis dat nu als hoofdgebouw dient. Het hoofdgebouw herbergt het bestuur van de universiteit en de faculteiten communicatiewetenschappen en economie. In een nieuwe vleugel van het hoofdgebouw is het restaurant (mensa) gevestigd. Andere nieuwe gebouwen bevatten de aula (grotendeels ondergronds), de universiteitsbibliotheek en de faculteit informatica.
De architectuurfaculteit is in de stad Mendrisio gevestigd.
- Bibliothèque nationale de France: cb13560277t (data)
- Gemeinsame Normdatei: 2178299-4
- Historisch woordenboek van Zwitserland: 045670
- International Standard Name Identifier: 0000 0001 2203 2861
- Library of Congress Control Number: n98078461
- Nationale Bibliotheek van Israël: 987007427109005171
- Virtual International Authority File: 168354018